# Črna pri Kamniku
Črna pri Kamniku este o localitate din comuna Kamnik, Slovenia, cu o populație de 206 locuitori.